# Sedum tsiangii
Sedum tsiangii là một loài thực vật có hoa trong họ Crassulaceae. Loài này được Fröd. miêu tả khoa học đầu tiên năm 1933.